# Бартрам, Лори
Ло́ри Ли Бартра́м (англ. Laurie Lee Bartram; род. 16 мая 1958 года, Сент-Луис, Миссури, США — ум. 25 мая 2007 года, Линчберг, Виргиния, США) — американская актриса и балерина. Наибольшую известность получила, сыграв Бренду в классическом триллере «Пятница, 13» 1980 года.

## Личная жизнь
Была замужем за Грегори МакКоли, от которого родила пятерых детей. С замужеством и рождением детей она отдавала всё меньше и меньше времени карьере и к моменту смерти практически отошла от дел. 15 лет потратила на домашнее обучение своих детей.

## Смерть
Скончалась 25 мая 2007 года от рака поджелудочной железы в 49-летнем возрасте.

## Фильмография
- 1980: Пятница, 13 / Friday the 13th — Бренда
- 1978—1979: Другой мир / Another World — Карен Кэмпбелл
- 1974: Дом семи трупов / The House of Seven Corpses — Дэбби
- 1973: Экстренный случай / Emergency! — Джилл (эпизод «Seance») / Карен (эпизод «Snakebite»)